# 물꽃치속
물꽃치속(Iso)은 색줄멸목에 속하는 조기어류 속의 하나이다. 물꽃치과(Isonidae)의 유일속이다. 이전에는 노토케이루스과 (Notocheiridae)로 분류하기도 한다. 1895년에 처음 기술되었으며, 물꽃치(Iso flosmaris) 등 5종을 포함하고 있다.

## 하위 종
- 물꽃치 (Iso flosmaris) D. S. Jordan & Starks, 1901
- Iso hawaiiensis Gosline, 1952
- Iso natalensis Regan, 1919 (surf sprite)
- Iso nesiotes Saeed, Ivantsoff & Crowley, 1993
- Iso rhothophilus (J. D. Ogilby, 1895)